# Seinäjoen Keskuskenttä
Il Seinäjoen keskuskenttä è lo stadio della città di Seinäjoki, nell'Ostrobotnia meridionale (Finlandia). Ha una capienza di 3500 spettatori ed è stato inaugurato nel 1952, mentre la ristrutturazione è avvenuta nel 1975. Ospita le partite del Seinäjoen Jalkapallokerho, formazione che milita nella Veikkausliiga, il maggior campionato finlandese.
Dal 2018 ospita anche le partite interne della squadra di football americano dei Seinäjoki Crocodiles.